# Joc del Twister

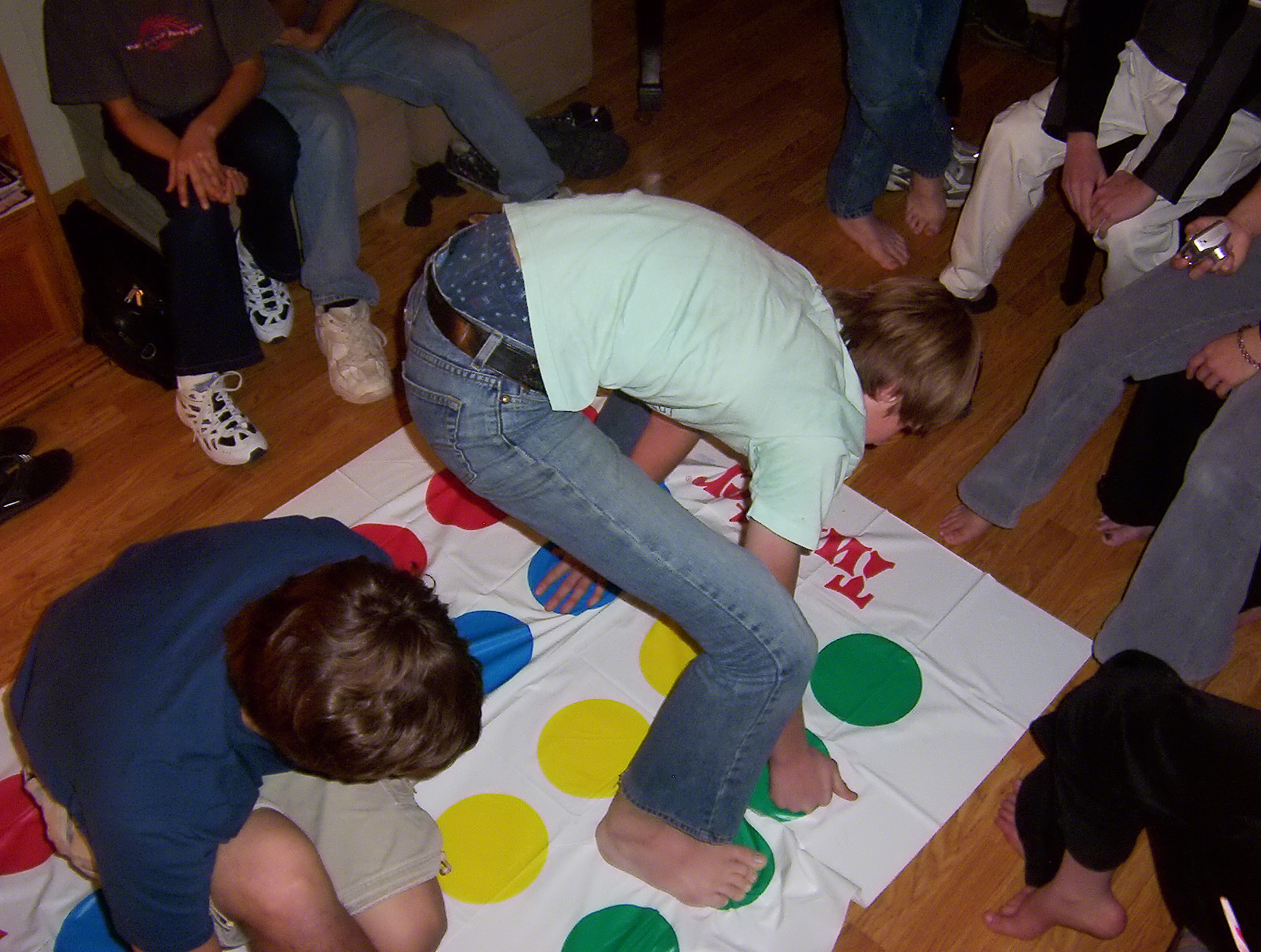
Partida en curs de Twister

Twister va ser inventat el 1966, és un joc de societat per a nens i adults, pretén fer riure, ja que consisteix a recargolar-se uns entre els altres. Poden jugar-hi fins a 6 persones.
Es juga emprant una catifa on hi ha dibuixats cercles de diferents colors i una ruleta. La ruleta està dividida en quatre parts, que corresponen; al peu dreta, a l'esquerra, a la mà dreta i a l'esquerra. Cada part té tots els colors que es troben en la catifa.
El primer jugador ha de fer girar la ruleta, aquesta indica on ha de posar les extremitats. Per exemple peu dret sobre el color blau. El següent jugador ha de fer girar la ruleta, observar què ha tocat i col·locar-se sobre els llocs indicats, fent que pugui entortolligar-se amb l'altre jugador. Així successivament, quan tots els jugador estiguin ja sobre la catifa, es repetirà l'operació. Fent que el primer jugador torni a girar la ruleta però no podrà moure's del punt on es trobava. Tot això s'ha d'aconseguir sense caure sinó el jugador quedarà eliminat.